# Calau de Damara
El calau de Damara (Tockus damarensis) és una espècie d'ocell de la família dels buceròtids (Bucerotidae) que rep en anglès el nom de "calau de bec vermell de Damara" (Damara Red-billed Hornbill). Habita les sabanes àrides del sud-oest d'Angola, nord de Namíbia i oest de Botswana. Ha estat considerada una subespècie de Tockus erythrorhynchus fins als treballs de Kemp et Delport 2002.